# Aristides Oeconomo
Aristides Oeconomo, né en 1821 à Vienne et mort le 31 janvier 1887 à Athènes, est un portraitiste autrichien.

## Biographie
Né en 1821 à Vienne, Aristides Oeconomo fait ses études à l'Académie des Beaux-Arts de Vienne,. Il entreprend ensuite un voyage d'étude à Venise, où il continue à se perfectionner dans sa discipline à l'Académie de la ville. À partir de 1861, il est membre de la Wiener Künstlerhaus. Il travaille à Vienne jusqu'en 1881 avant de se rendre à Athènes, où il meurt six ans plus tard, le 31 janvier 1887.

## Œuvres

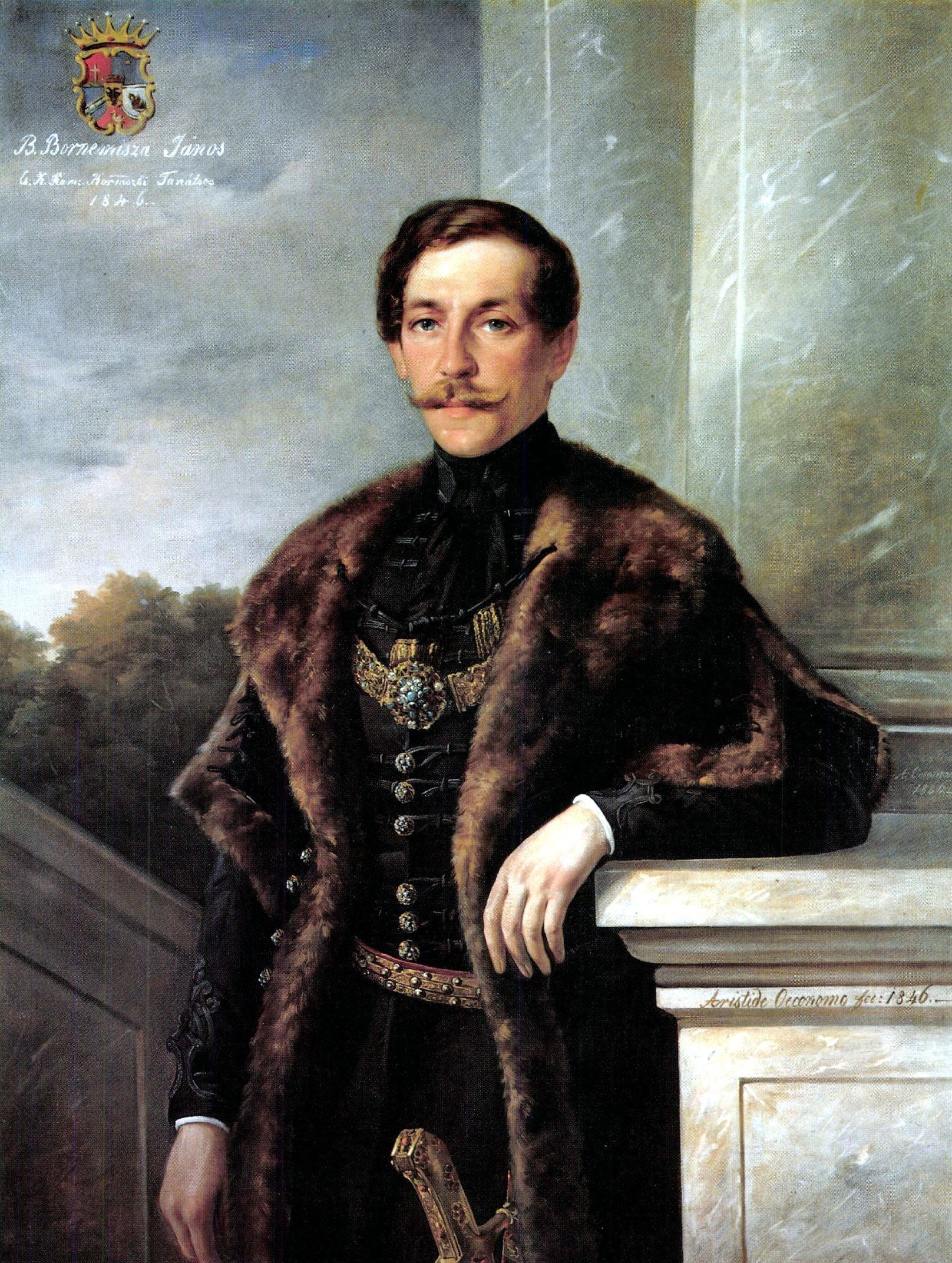
Portrait du baron Janosz Bornemisza, 1846.

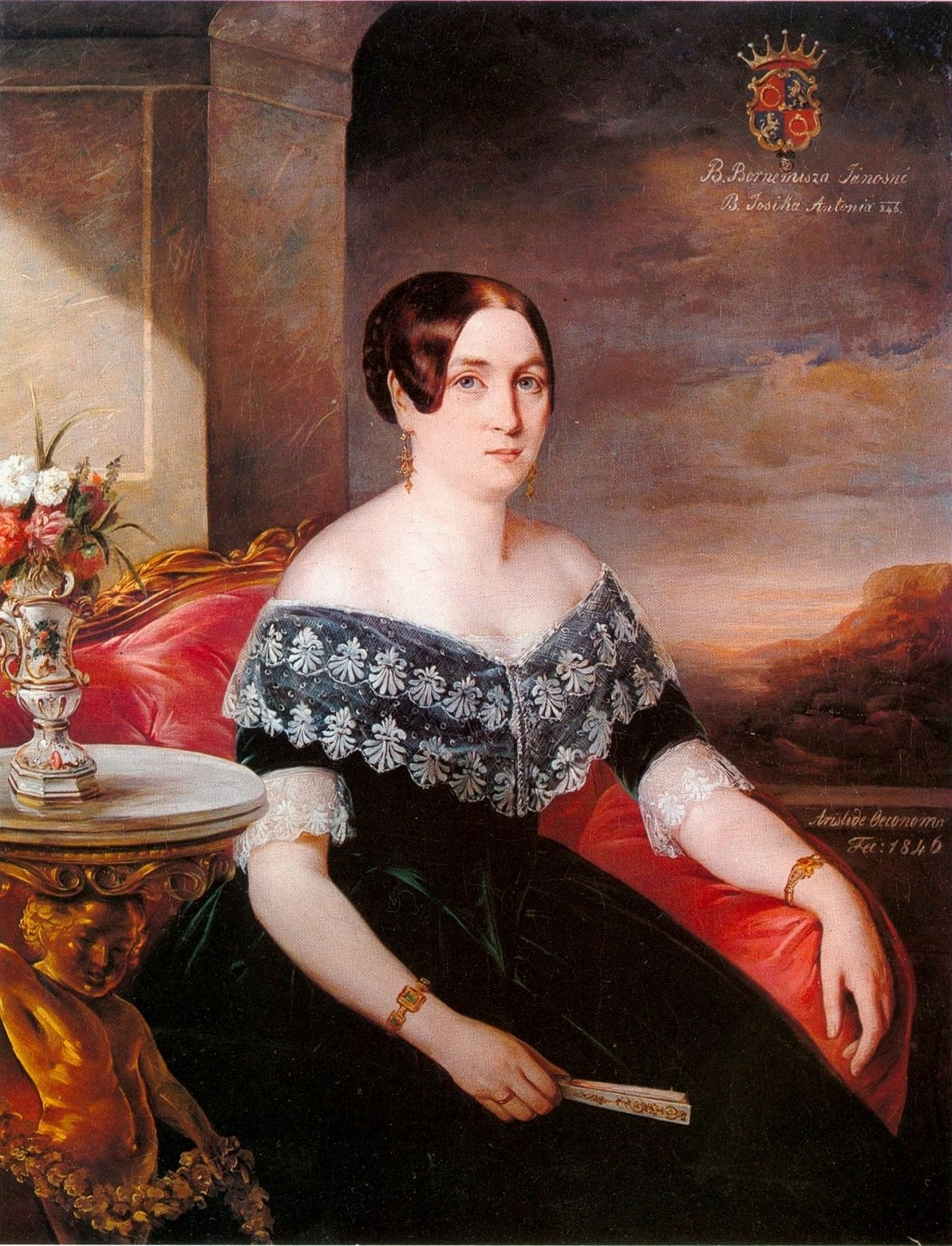
Portrait de la baronne Antónia Jósika Bornemisza, 1846.

- Portrait d'Anton Freiherr Bourguignon von Baumberg, vice-amiral et commandant de la marine royale et impériale. Marine de guerre, huile sur toile, ca. 100 × 50 cm, Heeresgeschichtliches Museum, Vienne
- Portrait du baron Janosz Bornemisza, 1846, huile sur toile, 125 × 96,5 cm, Ungarisches Nationalmuseum, Budapest
- Portrait de la baronne Antónia Jósika Bornemisza, 1846, huile sur toile, 125 × 96,5 cm, Ungarisches Nationalmuseum, Budapest